# أولاد عزوز (سيدي موسى المجدوب)
أولاد عزوز هي إحدى مشيخات المملكة المغربية، تتبع جغرافيا لعمالة المحمدية وإداريًا لسيدي موسى المجدوب. يقدر عدد سكانها بـ 13020 نسمة حسب الإحصاء الرسمي للسكان والسكنى لسنة 2004.